# Paecilomyces griseoviridis
Paecilomyces griseoviridis är en svampart som beskrevs av M.X. Dai 1998. Paecilomyces griseoviridis ingår i släktet Paecilomyces och familjen Trichocomaceae.   Inga underarter finns listade i Catalogue of Life.